# Sveriges Veteranförbund
Sveriges Veteranförbund (SVF) är ett förbund för svenska civila och militära utlandsveteraner.   
Förbundet bildades 1983 – då under namnet Kamratföreningen Bataljonen senare Fredsbaskrarna Sverige, – och har idag över 5 000 medlemmar. Sveriges Veteranförbund är en rikstäckande organisation som består av knappt 30 lokala föreningar och intressesektioner. Medlemskap är öppet för den som deltar, eller har deltagit, i en utlandsmission sanktionerad av Sveriges riksdag eller regering som leds av FN, EU, NATO eller OSSE.  

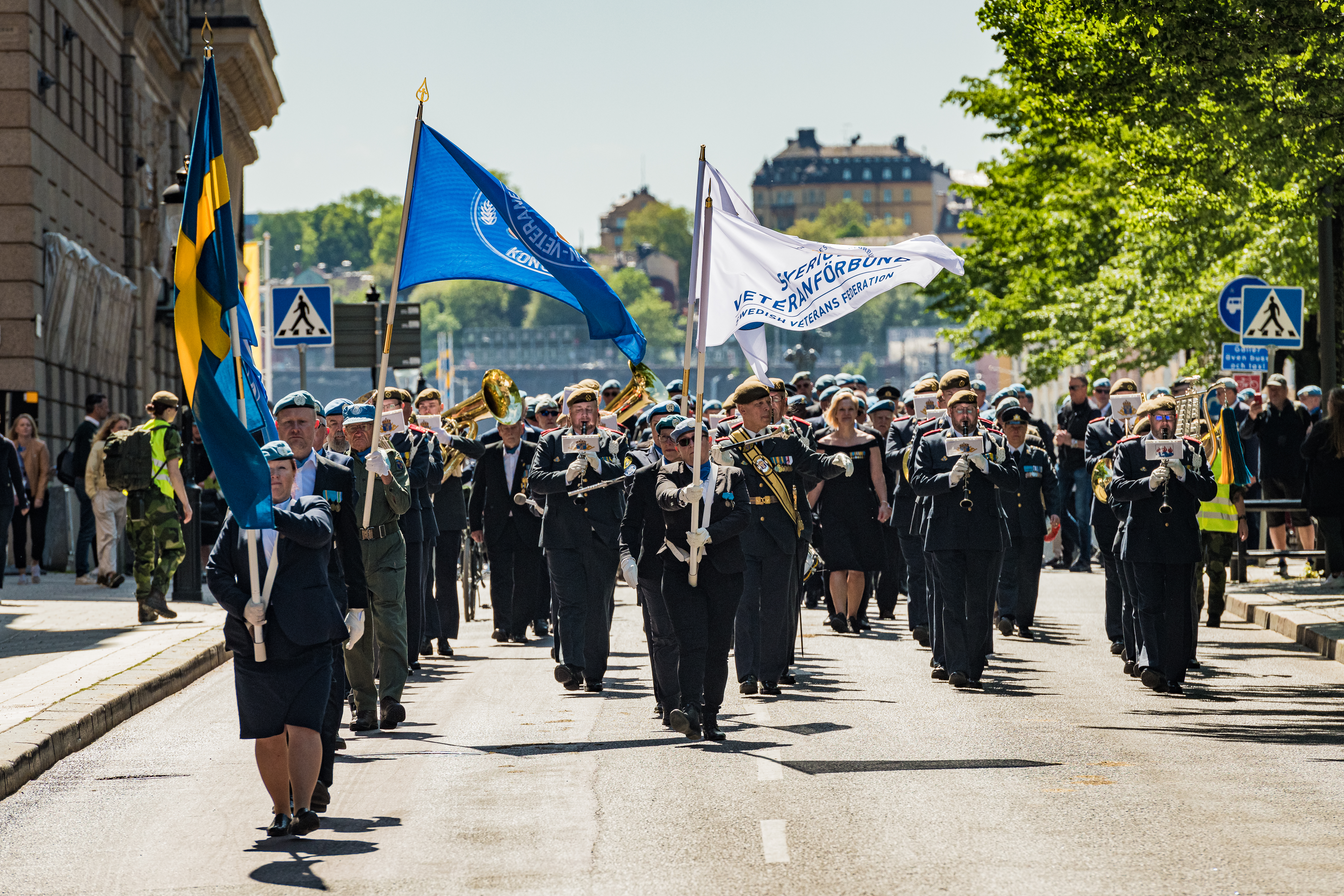
Medlemmar från Sveriges Veteranförbund paraderar genom Stockholm

Sveriges Veteranförbund är en partipolitiskt och religiöst obundet. Mottot är "En gång fredssoldat – alltid fredskamrat". Syftet är att bevara och utveckla det kamratskap som grundats under utlandstjänstgöringen. Verksamheten består av att arrangera aktiviteter för medlemmarna samt att ge kamrat- och krisstöd till drabbade veteraner.
Förbundet ger ut tidningen Svensk Veteran med fyra nummer per år och har sitt kansli i Stockholm. Sedan 2005 delar Sveriges Veteranförbund ut en egen förtjänstmedalj, Årets veteran, vid firandet av Veterandagen.
Prins Carl Philip är förbundets beskyddare.
Sveriges Veteranförbund äger varumärkesrättigheterna till Gula bandet, Gula Bandet stöttar veteraner och deras familjer med kamratstöd och ekonomisk hjälp.

## Förtjänstmedalj
Sveriges Veteranförbunds förtjänstmedalj är en belöningsmedalj som delas ut för särskilt viktiga insatser för förbundet. Den finns i graderna guld och silver. Medaljen som då hette Kamratföreningen Bataljonens förtjänstmedalj instiftades 1996. År 2000 fick den sitt nuvarande namn.

### Kriterier
Guldmedaljen utdelas efter minst tio års förtjänstfullt arbete samt till avgående förbundsordförande. Silvermedaljen delas ut efter fem år förtjänstfullt arbete samt till styrelseledamöter som tjänstgjort minst två mandatperioder. Undantag från kriterierna kan i särskilda fall fattas av förbundsstyrelsen.

### Utformning
Medaljen är utformad av Jan Sirkiä och Walter Meijer och är av nionde storleken. På åtsidan syns SVF:s logotyp och på frånsidan finns en lagerkrans samt gravyr med namn, utdelningsår och numrering (enbart för guld). Guldmedaljen präglas i förgyllt oxiderat kontrollerat sterlingsilver och silvermedaljen i oxiderat kontrollerat silver.

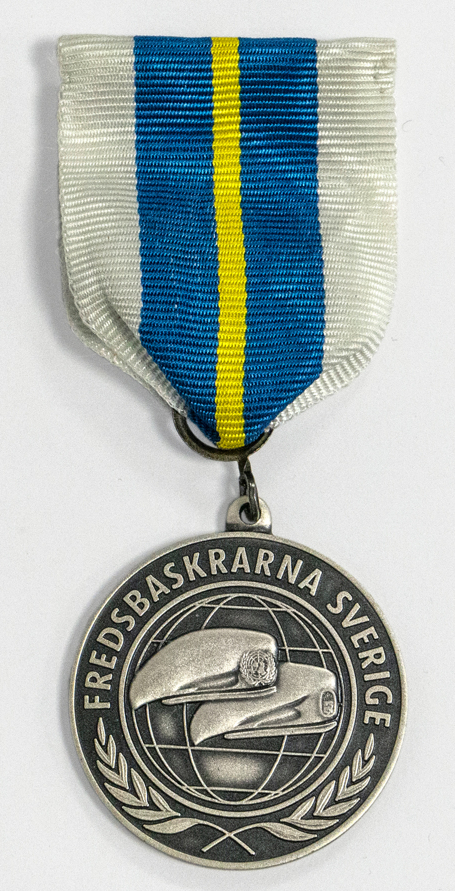
Silvermedalj, åtsida.
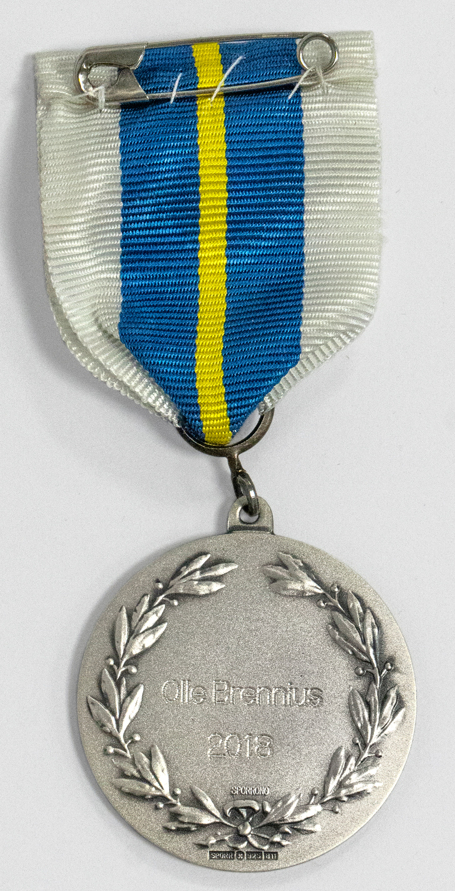
Silvermedalj, frånsida.

### Mottagare i urval

#### Förtjänstmedaljen i guld
- H.K.H. Prins Carl Philip.
- Brigadgeneralen Lennart Bengtsson.
- Riksdagskvinnan Annicka Engblom.
- Generalen Sverker Göransson.

#### Förtjänstmedaljen i silver
- Generalmajoren Anders Brännström.
- Ballongkonstnären Maria Byqvist.
- Generalen Johan Hederstedt.
- Journalisten Johanne Hildebrandt.
- Talmannen Andreas Norlén.
- Kommunfullmäktigeordföranden Mats Sander.